# Frederick Wallace Edwards
Pour les articles homonymes, voir Edwards.
Frederick Wallace Edwards (28 novembre 1888, Fletton (en), Peterborough – 15 novembre 1940, Londres) est un entomologiste britannique spécialisé dans l'ordre des diptères.

## Biographie
Edwards travaillait au musée d'histoire naturelle de Londres (Natural History Museum) qui conserve sa collection constituée au fil de ses expéditions scientifiques en Norvège et en Suède (1923), Suisse et Autriche (1925), Argentine et Chili (1926-27), avec Edgar Shannon Anderson (1897-1969), Corse et États-Unis (1928), au Kenya et en Ouganda (1934) et dans la chaîne des Pyrénées (1935).

## Liste partielle des publications
Pour une liste partielle de ses travaux, voir les références sur le site : Sabrosky's Family Group Names in Diptera